# Mauro Pichini
Mauro Fabián Pichini (Ascensión, Provincia de Buenos Aires, 3 de junio de 1978 - Verónica, Provincia de Buenos Aires, 19 de mayo de 2012) fue un piloto argentino de automovilismo de velocidad. Se destacó por sus actuaciones en el TC Pista, categoría que lo viera correr entre los años 2003 y 2007, donde obtuvo buenas actuaciones que posibilitaron su ascenso al Turismo Carretera, donde debutó en 2008. Compitió además en las categorías TC Rufinense, TC Roqueperense y Turismo 4000 Argentino entre los años 1998 y 2002. Durante su paso por el automovilismo, se había iniciado compitiendo en dichos zonales a bordo de una unidad Chevrolet Chevy, pero tras su llegada al automovilismo nacional, durante la mayor parte de su carrera deportiva se caracterizó por ser férreo defensor de la marca Ford, corriendo con unidades Ford Falcon.
Murió el 19 de mayo de 2012 como producto de un accidente aéreo ocurrido en cercanías de la localidad bonaerense de Verónica. El accidente se originó como consecuencia de un desperfecto mecánico al intentar aterrizar, por lo que la aeronave se precipitaría a tierra, explotando y dejando atrapado a Pichini, que era su único ocupante. Al momento de su muerte, Pichini se encontraba compitiendo en su quinta temporada dentro del Turismo Carretera, formando equipo con su cuñado Lionel Ugalde.

## Bíografía cronológica
- 1978: Nace en la localidad de Ascension en la Provincia de Buenos Aires el 3 de junio de ese año. De chico se mudó a Alberdi, en la Provincia de Buenos Aires. Allí formaría su vida, dedicándose a la par de su carrera deportiva a la agricultura y desempeñándose como Bombero Voluntario.
- 1998-1999: Incursiona por primera vez en el automovilismo a los 19 años en la categoría TC Rufinense, alquilando una coupé Chevrolet Chevy. Su participación continua al año siguiente, obteniendo el subcampeonato 1999 de dicha categoría.
- 2000: Abandona el TC Rufinense y decide probar suerte en el TC Roqueperense, siempre a bordo de un Chevrolet Chevy. Al año siguiente, pasa al Procar Serie "B" de la Capital Federal.
- 2002: Debuta a nivel nacional en la categoría Turismo 4000 Argentino, compitiendo con un Ford Falcon que recibió motores de Juan José Tártara y haciendo equipo con el piloto Eduardo Accastelli. Esta participación, le abriría las puertas del TC Pista. A partir de este año, Pichini comenzaría a representar de manera fiel a la marca Ford.[3]
- 2003: Debuta en TC Pista a bordo de una unidad Ford Falcon. Tras 14 competencias acumula 45,5 puntos finalizando en el 17° lugar.
- 2004: Realiza su mejor año dentro del TC Pista obteniendo una victoria en 16 competencias disputadas y alcanzando el cuarto puesto del campeonato con 157,5 puntos.
- 2005: Compite en 15 fechas del campeonato de TC Pista, bajando a la 14° ubicación, con 81,5 puntos.
- 2006: Vuelve a competir en 15 carreras, pero a pesar de no tener victorias, consigue repuntar ubicándose en la octava posición con 132,5 puntos.
- 2007: Último año en TC Pista. Tras 15 competencias finaliza en la sexta ubicación con 141 puntos. El antecedente de su victoria y de su cuarto puesto, lo llevaron a ser acreedor del ascenso al Turismo Carretera para la temporada siguiente.

## Trayectoria
| Año  | Categoría                  | Marca           |
| ---- | -------------------------- | --------------- |
| 1998 | TC Rufinense               | Chevrolet Chevy |
| 1999 | Subcampeón TC Rufinense    | Chevrolet Chevy |
| 2000 | TC Roqueperense            | Chevrolet Chevy |
| 2001 | Procar "B"                 | Chevrolet Chevy |
| 2002 | Turismo 4000 Argentino     | Ford Falcon     |
| 2003 | Debut en TC Pista          | Ford Falcon     |
| 2004 | TC Pista                   | Ford Falcon     |
| 2005 | TC Pista                   | Ford Falcon     |
| 2006 | TC Pista                   | Ford Falcon     |
| 2007 | TC Pista                   | Ford Falcon     |
| 2008 | Debut en Turismo Carretera | Ford Falcon     |
| 2009 | Turismo Carretera          | Ford Falcon     |
| 2010 | Turismo Carretera          | Ford Falcon     |
| 2011 | Turismo Carretera          | Ford Falcon     |
| 2012 | Turismo Carretera          | Ford Falcon     |